# Acanthohamingia ijimai
Acanthohamingia ijimai is een lepelworm uit de familie Bonelliidae.
De wetenschappelijke naam van de soort werd in 1908 door Ikeda gepubliceerd.